# 夢暦長崎奉行
『夢暦長崎奉行』（ゆめごよみながさきぶぎょう）は、市川森一による日本の時代小説。1996年4月に「秋冬篇」が書き下ろしで光文社より刊行。その後、シリーズ完結編として「春夏篇」が『小説宝石』（光文社）にて1996年6月号から1997年1月号まで連載された。
1996年3月29日から9月6日までNHK総合テレビの「金曜時代劇」でテレビドラマが放送された。全21回。
若き日の遠山金四郎と長崎奉行である父の姿と事件、そして葛藤を描く。

## 作品リスト
- 市川森一『夢暦長崎奉行 秋冬篇』光文社 1996年4月 ISBN 4-334-92266-X
- 市川森一『夢暦長崎奉行 春夏篇』光文社 1997年3月 ISBN 4-334-92279-1
- 市川森一『夢暦長崎奉行』光文社文庫 2000年1月 ISBN 4-334-72940-1
- 市川森一『夢暦長崎奉行』長崎歴史文化博物館 2005年11月 ISBN 4-88851-010-5

## テレビドラマ

### キャスト
- 遠山景晋：小林稔侍
- 遠山金四郎：葛山信吾（少年期：三觜要介）
- 津代：山口果林
- 遠山景善：緒形幹太
- お辰：高橋恵子
- 宮島鉄右衛門：加藤武
- 花井右近：大橋吾郎
- 堀田民部：三浦賢二
- 水野忠成：西岡徳馬
- 島津重豪：神山繁
- 松山惣右衛門（直義）：石倉三郎
- 服部善兵衛：嶋田久作
- 梢：杉田かおる
- 石本幸三郎：佐藤B作
- 吉雄権之助：木下浩之
- たみ：櫻井淳子
- りん：及森玲子
- 美馬順三：林泰文
- 彭城大次郎：池内万作
- 神辺文泰：荒井紀人
- 甚八：戸田昌宏
- 高島四郎太夫：内山信二
- 村田林右衛門：伊藤紘
- ヘンドリック・ドゥーフ：ピーター・バラカン
- 道富丈吉：エベレット・アースティン
- 曲淵景漸：宮尾すすむ
- 青山忠裕：中丸新将
- 牧野忠精：塚本信夫
- 土井利厚：浜田晃
- 松平定信：渡辺文雄
- 松平信明：角野卓造
- 徳川家斉：三浦洋一
- 広大院：小林かおり

#### ゲスト
- 徳井優（第2話）
- 真実一路（第3・4・17話）
- 小沢真珠（第4話）
- 麻生祐未（第5話）
- 石田太郎（第6・11・12話）
- 郡山冬果（第7話）
- 川平慈英（第8話）
- 秋野太作（第8話）
- 志萱一馬（第9話）
- 国広富之（第10話）
- 小島聖（第12話）
- 清水綋治（第13話）
- 北村和夫（第14話）
- 萩原流行（第15話）
- 張春祥（第16話）
- 西川峰子（第17話）
- いしいすぐる（第17話）
- 東根作寿英（第18話）
- 林邦史朗（第19話）
- 織本順吉（第20話）
- 和田周（第21話）

ほか

### スタッフ
- 原作：市川森一（光文社時代小説文庫）
- 脚本：市川森一、西岡琢也、池田政之、相葉芳久
- 演出：佐藤峰世、吉田雅夫、若泉久朗、六山浩一
- 音楽：大谷幸

### サブタイトル
1. 金四郎の父
2. 編笠橋の決闘
3. オランダ書の罠
4. キリシタン少女を探せ
5. 踏み絵に潜む恋
6. 薩摩船漂着
7. 刺青の秘密
8. 赤毛と孤児
9. 母の面影
10. 長崎を救え
11. 危うし景晋
12. 景晋怒る
13. 立ち枯れ半蔵
14. 鉄右衛門の涙
15. お辰の待ち人
16. 父の背中
17. 景晋女難
18. 琉球の赤い花
19. 奉行の息子
20. 石屋の恋
21. グッドバイ長崎